# 진 장양왕
장양왕(莊襄王, 기원전 281년 ~ 기원전 246년)은 중국 전국시대 진나라의 왕이다. 정식 시호는 장양태상왕(莊襄太上王) 또는 장양태상황제(莊襄太上皇帝)이다. 초명은 영이인(嬴異人)이었지만, 초나라 출신이었던 적모 화양부인(부왕 효문왕의 정비)의 양자가 된 후에 초나라의 후예라는 뜻의 자초(子楚)로 개명하여 영자초(嬴子楚)로 불렸다. 아버지는 효문왕. 어머니는 하희(夏姫)이다. 진왕 영정의 아버지이다. 시황제가 장양태상황제로 시호를 추존하였다.

## 조나라 인질 시절
영이인은 아버지 안국군 영주와 어머니 하희(夏姬)사이에서 태어났다. 영자초는 왕자 안국군의 아들이었지만 어머니 하희가 첩인데다가 안국군의 관심을 받지 못했고 형제들이 20명이 넘어서 왕위 계승과 거리가 멀었다. 결국 영이인은 아버지가 진나라의 왕이 되었는데도 불구하고 왕족으로 취급받아 툭하면 전쟁을 벌여서 목숨이 위험한 조나라의 인질이 되어 한단(邯鄲)으로 갔다.
그가 조나라로 간 시기는 그의 나이와 진시황이 태어난 시점을(기원전 259년 음력 1월 15일) 보면, 적어도 진(秦)나라 장수 백기(白起)가 조나라 장수 조괄(趙括)을 무찌르고 사로잡은 40만의 조나라 군대를 생매장한 장평대전(長平大戰, 기원전 260년 음력 9월) 이전부터 조나라에 가 있었던 사실을 알 수 있다. 이로 인해 조나라에서 영이인의 대우는 처참했던 것으로 추측할 수 있다. 실제로 사기(史記) 여불위열전(呂不韋列傳)에는 "거마를 타고 행차할 때도 충분치 못했고 거처하는 숙소는 곤궁하여 마음먹은 대로 행동할 수 없었다."라고 묘사해 상당히 빈약한 대우를 받았음을 알 수 있다. 그러던 중 한단의 상인 여불위(呂不韋)가 그를 보고는 진기한 재화라 부르며 높게 평가했고 얼마뒤에는 영자초를 찾아온다. 여불위는 영자초에게 효문왕의 정비지만 자식이 없었던 화양부인(華陽夫人)을 포섭하라는 조언을 하고 천금을 포섭자금으로 내어놓는다. 영자초는 "진나라를 나누어 그대와 함께 다스리겠다"라며 여불위의 조언을 따른다. 그후 여불위가 진나라에서 500금으로 화양부인을 포섭하는 사이 영자초는 남은 500금으로 조나라의 명사들을 포섭한다. 그리고 여불위와 영자초의 포섭은 성공해서 아버지 효문왕과 화양부인은 영자초를 후계자로 삼겠다고 약속하고 옥을 갈라 징표로 삼았고 그는 아버지 효문왕과 화양부인에게 막대한 예물을 받는다.
기원전 257년 12월 할아버지 소양왕(昭襄王)이 왕흘을 시켜 조나라 한단을 공격하였다. 조나라 효성왕은 장평대전과 다음해 오대부 능(陵)이 한단을 공격했을 때도 영자초를 살려줬지만 이번만큼은 참지 못하겠다고 생각했는지 영자초와 영자초의 가족들을 죽이려고 했다. 그러나 영자초는 여불위의 도움으로 600금을 감시인에게 뇌물로 주고 조나라를 탈출해 진나라 군대의 군영으로 간다. 당시 가족들이 조나라에 남겨젔고 효성왕은 남은 가족들이라도 죽이려 했지만 영자초의 부인은 조나라 호족의 딸이라 몸을 숨길 수 있었고 모자는 목숨을 보전 할 수 있었다.[* 그리고 탈출한 그는 진나라로 돌아가 화양부인을 만나는데 이때 여불위는 초나라의 옷을 입을 것을 조언했고 초나라 옷을 입고온 이인에게 화양부인이 "나는 초(楚)나라 사람이니 네가 이를 자(字)로 삼아라고 하여"라고 해서 이름을 자초(子楚)로 고쳤다고 한다

## 진나라 국왕 시절
기원전 251년 가을 할아버지 소양왕이 사망한다. 그리고 아버지 안국군(安國君) 영주(嬴柱)가 효문왕(孝文王)으로 즉위하고 자초도 양어머니 화양부인과의 약속에 따라 진나라의 태자에 오른다. 자초가 태자가 되자 조나라는 조희와 영정 모자를 돌려보낸다. 효문왕 원년(기원전 250년) 음력 10월 신축일 자초의 아버지 효문왕이 1년간의 소양왕의 장례를 마치고 정식으로 즉위한 지 겨우 3일만에 세상을 뜨게 되어 자초는 진나라의 왕이 된다. 왕이 된 자초는 아들 영정을 태자로 삼고 자신의 후원자 여불위를 승상에 임명하고 문신후(文信侯)로 봉해 하남(河南) 낙양(雒陽) 지역 식읍 10만호를 하사한다.
즉위한 해에 여불위를 시켜 동주(東周)를 공격해 멸망시키고, 이어 몽오에게 한나라 공격을 지시하여 한나라의 성고와 형양(滎陽)지역을 함락한다. 장양왕 2년에는 몽오를 시켜 조나라를 공격해 태원(太原) 지역을 함락하고, 3년에는 몽오가 위나라의 고도(高都)와 급(汲)을 함락하고, 조나라의 유차(楡次), 신성(新城), 낭맹(狼孟)을 공격하여 37개 성을 함락한다. 이후 왕흘이 상당(上黨) 지역을 공격하여 태원군을 설치하지만 위나라 장수 무기(無忌)를 중심으로 5개국가가 연합해 반격하자 황하 남쪽으로 퇴각한다.
그러나 장양왕 3년(기원전 247년) 음력 5월 병오일 장양왕은 사망하고, 아들 영정이 진왕 자리를 잇는다.